# Liste der Monuments historiques in Lieusaint (Seine-et-Marne)
Die Liste der Monuments historiques in Lieusaint (Seine-et-Marne) führt die Monuments historiques in der französischen Gemeinde Lieusaint auf.

## Liste der Objekte
| Bezeichnung                                        | Beschreibung | Standort                                                                          | Kennzeichnung | Schutzstatus | Datum | Bild |
| -------------------------------------------------- | --- | --------------------------------------------------------------------------------- | ------------- | ------------ | ----- | ---- |
| Altarbild und Gemälde Hl. Quintinus und Hl. Rochus | Ölgemälde aus dem 17. Jahrhundert in der Mitte des Altarbildes.                                                                          | Im Kirchenschiff an der Ostwand auf der Südseite in der Kirche St-Quintien (Lage) | PM77004493    | Inscrit      | 1985  |      |
| Elemente der Bank des Kirchenvorstands             | Die aus Holz gefertigte Rückseite der Bank im Kirchenschiff mit profilierten Paneelen aus dem 18. Jahrhundert.                           | Im südlichen Teil des Kirchenchores in der Kirche St-Quintien (Lage)              | PM77004494    | Inscrit      | 1985  |      |
| Glocke                                             | Bronzeglocke von den Glockengießern Louis Gaudiveau und Jacques Gaudiveau, 1721 gegossen                                                 | In der Kirche St-Quintien (Lage)                                                  | PM77000944    | Classé       | 1942  |      |
| Gedenkmarke für die Berechnung des Standardmeters  | Großer quadratischer Stein der den zehnmillionsten Teil eines Viertels des Erdmeridians repräsentiert. Längenmaß im Jahr 1798 gefertigt. | Rue de Paris, gegenüber Nr. 96 außerhalb der Kirche St-Quintien (Lage)            | PM77004784    | Inscrit      | 1994  |      |